# Portrait d'Edmond Duranty
Le Portrait d'Edmond Duranty est un tableau réalisé par le peintre français Edgar Degas en 1879. De format carré, cette toile exécutée à la gouache et relevée au pastel est un portrait de Louis Edmond Duranty. Elle figure le critique d'art et romancier apparaissant assis à l'étroit entre un bureau encombré et une bibliothèque occupant tout le fond de la composition. Ni son attitude, ni l'objet de son regard et attention, soulignés par le soutien de sa tête avec son bras gauche, ne sont pas clairement interprétables.
Présentée à la cinquième exposition impressionniste, en 1880 à Paris, l'œuvre a été offerte en 1944 à la ville de Glasgow, en Écosse, au Royaume-Uni. Elle est conservée au sein de la Collection Burrell.